# マイクロレンズアレイ
マイクロレンズアレイ（英: Microlens Arrays）とは、ロッドレンズを束ねてアレイ状にしたもの。あるいはマトリックス状にレンズをアレイ状に面加工したもの。

## 用途
画像の結像系に使用されたり、デバイスの光利用開口率を上げるための光学系として用いられる。加工の形状によっては、3次元ディスプレイなどに用いられるレンチキュラーレンズとしても用いられる。